# Гвајана на Светском првенству у атлетици на отвореном 2011.
Гвајана је учествовала на 13. Светском првенству у атлетици на отвореном 2011. одржаном у Тегу од 27. августа до 4. септембра тринаести пут, односно учествовала је на свим првенствима до данас. Репрезентацију Гвајане представљалa је једна такмичарка која се такмичила у трци на 400 метара.,
На овом првенству Гвајана није освојила ниједну медаљу, нити је постигнут неки рекорд.

## Учесници
Жене:
- Алијан Помпеј — 400 м

## Резултати

### Жене
| Атлетичарка   | Дисциплина | Лични рекорд | Квалификације | Квалификације | Полуфинале            | Полуфинале            | Финале                | Финале       | Детаљи |
| Атлетичарка   | Дисциплина | Лични рекорд | Резултат      | Место         | Резултат              | Место                 | Резултат              | Место        | Детаљи |
| ------------- | ---------- | ------------ | ------------- | ------------- | --------------------- | --------------------- | --------------------- | ------------ | ------ |
| Алијан Помпеј | 400 м      | 50,71        | 53,59         | 3. у гр. 2    | Није се квалификовала | Није се квалификовала | Није се квалификовала | 23 / 33 (37) |        |